# 리틀 네모
《리틀 네모》(Little Nemo: Adventures In Slumberland)는 캐나다에서 제작된 윌리엄 T. 허츠 감독의 1989년 가족, 모험, 드라마, 판타지, 애니메이션 영화이다. 미키 루니 등이 주연으로 출연하였고 후지오카 유타카 등이 제작에 참여하였다.

## 출연

### 주연
- 미키 루니
- 린 어벌조노이스

### 조연
- 비버-리 밴필드
- 마이클 벨
- 그렉 버거
- 그렉 버슨
- 낸시 카트라이트
- 가이 크리스토퍼
- 가브리엘 데이몬
- 제니퍼 다링
- 버나드 이하드
- 준 포레이
- 캐슬린 프리먼
- 엘렌 거스텔
- 마이클 고프
- 셔리 린
- 트레스 맥닐
- 대니 만
- 빌 마틴
- 마이클 맥코노히
- 로라 무니
- 앨런 오펜하이머
- 닐 로스
- 마이클 쉬핸
- 존 스티븐슨
- 보 웨버

## 기타
- 원작자: 윈저 맥케이
- 공동제작: 베리 글래저
- 공동제작: 에이지 카타야마
- 공동제작: 슌조 카토